# John Otto
John Otto (ur. 22 marca 1977 w Jacksonville) – amerykański perkusista, członek zespołu Limp Bizkit.

## Życiorys
Uczęszczał do Douglas Anderson School Of Arts, gdzie uczył się gry na perkusji. W 1994 poznał Freda Dursta i wraz z kuzynem Samem założył Limp Bizkit. W listopadzie 2004 tymczasowo odszedł z zespołu z powodu uzależnienia od alkoholu.

## Dyskografia
Albumy studyjne Limp Bizkit
- Three Dollar Bill, Y'All$ (1997)
- Significant Other (1999)
- Chocolate Starfish and the Hot Dog Flavored Water (2000)
- Results May Vary (2003)
- Gold Cobra (2011)
- Still Sucks (2021)